# Аустријски пинч
Аустријски пинч (нем. Österreichischer Pinscher) је пас средње величине пореклом из Аустрије. До 2000. године био је признат као аустријски краткодлаки пинч. Ове живахне псе углавном су држали аустријски пољопривредници којима је био потребан свестран пас који је у стању обављати различите пољопривредне послове и задатке. Аустријском пинчу је било поверено мноштво пољопривредних послова, али главни су били контрола штеточина, чување стоке и куће. Аустријски пинч је живахан, весео. Одличан је пас чувар. Одлично се слаже са другим животињама и нежан је са децом.

## Основно
- Мужјак
  - Висина од 44 до 50 цм
  - Тежина од 12 до 18
- Женка
  - Висина од 42 до 48 цм
  - Тежина од 12 до 18

## Историја
Аустријски пинч потиче од старих сеоских аустријских пинчева који су још увек били широко распрострањени у другој половини 19. века као мали и окретни пси. Године 1921. започет је систематски одгој чистокрвних паса ове расе. Аустријски кинолошки савез је 16. октобра 1928. године признао ову расу под именом аустријски краткодлаки пинч (Österreichischer kurzhaariger Pinscher). Године 2000. раса је преименована у аустријског пинча.

## Карактеристике пса

### Нарав
Упркос томе што је узгајан као радни пас, аустријски пинч је веома наклоњен ка породичном животу и одличан је са децом свих узраста, јер је живахан и нежан. Чврсто се везује за људску породицу, показујући им приврженост и љубав при свакој прилици. Такође је и одличан пас чувар. Својим лајањем тера и упозорава на све сумњиве посетиоце. Пошто је узгајан као помоћ на фармама, између осталог у борби против штеточина и чувања стоке, толерантан је према већим животињама. Што се тиче односа према мачкама, потребна му је социјализација како би их прихватио. То неће представљати проблем јер је ова раса прилагодљива и одлично се слаже са другим животињама.

### Општи изглед
Аустријски пинч је компактан пас, средње величине, живахног и паметног израза. Уши су у облику дугмета (превијене уши), мале, усађене високо. Реп је високо усађен, снажан, средње дужине и прекривен густом длаком. Има густу покровну длаку и подлаку. Дужина покровне длаке варира од кратке до средње дуге, густа је, глатка и полегла уз тело. Подлака је густа и кратка, на седним квргама се формирају слабије "панталоне". Боја длаке је црвенкасто-смеђа, браонкасто-жута, јелење црвена, црна са браон ознакама. Има беле ознаке у виду шара на грудима, њушци, врату, грлу, на прелазу врата и главе, шапама и врху репа.

## Нега и здравље
Не препоручује се за живот у стану, пошто му је неопходно много активности, а и због нагона за копањем. Што се тиче неге, оне су минималне. Лагано четкање повремено, месечно подрезивање ноктију и повремено чишћење ушију су сва нега која је неопходна аустријском пинчу. Међутим, зуби би се требали прати што је чешће могуће (идеално би било једном дневно). Власници паса то могу претворити у забаван задатак, награђујући пса након обављеног задатка како би то постала активност којој се пас радује.
Пошто никаква истраживања о здрављу аустријског пинча нису спроведена, тешко је закључивати о њиховом здрављу. Међутим, аустријски пинч се генерално сматра здравом расом. Најчешће се јавља дисплазија кука.
Животни век ове расе је од 12 до 14 година.